# Gegenes nostrodamus
Gegenes nostrodamus ist ein Schmetterling aus der Familie der Dickkopffalter (Hesperiidae). 

## Merkmale
Die Vorderflügellänge beträgt 15 bis 16 Millimeter. Die Oberseite ist fahl braun und ungezeichnet. Die Vorderflügelunterseite ist heller mit zwei oder drei weißen Diskalflecke. Die Hinterflügelunterseite ist hell sandbraun, gegen den Innenrand aber weißlich. Das Weibchen hat auf der Oberseite der Vorderflügel eine gewinkelte Reihe weißer Diskalflecke, bestehend aus sehr kleinen am Vorderrand und größere in den Zellen 1b, zwei und drei, die ebenfalls auf der Unterseite vorhanden sind. Auf der Unterseite der Hinterflügel befinden sich zudem undeutlich helle Diskalflecken.

## Geographisches Vorkommen und Habitat
Gegenes nostrodamus ist von den Küsten des Mittelmeeres durch Vorderasien bis Turkestan und Indien verbreitet. Er kommt meist in den Küstengebieten von 0 bis 100 Meter vor. In einigen mediterranen Gebirgen steigt er jedoch bis auf 1200 Meter, in Nordafrika bis auf 1800 Meter. Die Art ist zwar weit verbreitet, kommt jedoch immer sehr lokal vor. Der Falter lebt an heißen trockenen Schluchten und in den im Sommer trockenen Überschwemmungsflächen von Flüssen mit wenig Vegetation.

## Lebensweise
Die Falter fliegen im Mittelmeerraum von Ende April bis Oktober in zwei oder drei Generationen. Die Raupennahrungspflanze(n) ist für Europa nicht bekannt. Auf der Halbinsel Sinai wurden Eier und Raupen an verschiedenen Grasarten, Aeluropus ssp. und Rispenhirsen (Panicum spp.) gefunden.